# Central Gardens (Teksas)
Central Gardens je naseljeno mjesto za statističke potrebe u američkoj saveznoj državi Teksas. Prema popisu stanovništva iz 2010. u njemu je živjelo 4.347 stanovnika.